# Stefan Dražić
Stefan Dražić, né le 14 août 1992 à Belgrade en Yougoslavie et actuellement en Serbie, est un footballeur serbe. Il évolue à l'APOEL Nicosie au poste d'attaquant.

## Biographie
Il inscrit sept buts en première division serbe lors de la saison 2015-2016, puis huit buts dans ce même championnat lors de la saison 2016-2017.